# Kiltjärnen (Laxsjö socken, Jämtland)
Kiltjärnen är en sjö i Krokoms kommun i Jämtland och ingår i Indalsälvens huvudavrinningsområde. Kiltjärnen ligger i Gråberget-Hotagsfjällen Natura 2000-område.